# Quanterus Smith
Quanterus Smith (Decatur, 26 novembre 1989) è un ex giocatore di football americano statunitense che ha militato nel ruolo di defensive end nella National Football League (NFL). Fu scelto nel corso del quinto giro (146º assoluto) del Draft NFL 2013 dai Denver Broncos. Al college ha giocato a football alla Western Kentucky University.

## Carriera professionistica

### Denver Broncos
Smith fu scelto nel corso del quinto giro del Draft 2013 dai Denver Broncos. Il 31 agosto 2013, Smith fu inserito in lista infortunati in seguito ad un infortunio al legamento crociato anteriore, che lo costrinse a saltare tutta la stagione. Debuttò come professionista subentrando nella vittoria della settimana 1 della stagione 2014 contro i Colts.

## Palmarès

### Franchigia
- American Football Conference Championship: 1

Denver Broncos: 2013

## Statistiche
| Partite totali      | 11 |
| Partite da titolare | 0  |
| Tackle              | 9  |
| Sack                | 0  |
| Intercetti          | 0  |

Statistiche aggiornate alla settimana 13 della stagione 2014